# عادل كرم
عادل كرم (20 أغسطس 1972 -)، ممثل ومقدم برامج لبناني. اشتهر في اللوحات الكوميدية لا يمل مع المخرج ناصر فقيه لمدة طويلة، تم تغيير اسم البرنامج إلى ما في متلو. قدم برنامج هيدا حكي بين عاميّ 2014-2018 وحقق نسب مشاهدة مرتفعة واستضاف فيه عدد كبير من المشاهير. أطلق في أكتوبر 2018 برنامجاً جديداً بعنوان «بيت الكل».

## مسيرته
اشتهر بشخصية أبو رياض وفريد الذي كان بطل سلسلة مغامرات أبو رياض على قناة المستقبل لفترة طويلة أيضا وكذلك شخصية «تحسين» كذلك الأمر إلى شخصية «مجدي» وشخصية «فريد منذر الريّس» في مسلسلي أبو رياض وسلسلة ما في متلو بالإضافة إلى حلقات عديدة
في المسلسل الكوميدي السوري بقعة ضوء مع المخرج الليث حجو.
كما شارك في بطولة فيلم سكر بنات الذي عرض خلال مهرجان كان السينمائي الدولي 2007 للمخرجة نادين لبكي.
أيضاً شارك في الفيلم اللبناني وهلأ لوين للمخرجة نادين لبكي في عام 2011 وفيلم شي يوم رح فل في 2015، ليعود في 2017 في فيلم قضية رقم 23 مع المخرج زياد دويري والذي ترشح إلى جائزة الأوسكار عن فئة أفضل فيلم أجنبي دون أن يربح. ليكون أول فيلم لبناني يترشح لهذه الجائزة. كان حاضراً في الفيلم المصري تراب الماس في 2018. أما الإنجاز الأكبر فكان في وصوله إلى العالمية عبر إنتاج شبكة نتفليكس الأمريكية عرضاً كوميدياً له قدمه في كازينو لبنان في مارس 2018. انتهى في أواخر 2018 من تصوير مسلسل «دولار» مع الفنانة أمل بوشوشة والمخرج سامر برقاوي والذي يعد أول تجربة درامية بالنسبة له.

## حياته الشخصية
تزوج عادل كرم من ريتا حنا شقيقة وسام حنا، نتج عنه ابنهم الوحيد شربل عام 2014، نفس العام الذي حدث فيه الطلاق. ثم تزوج من التونسية فريدة بن لطيف.وفي مايو 2021 رزق بابنته «كيمبرلي»

## أفلامه ومسلسلاته
- أس أل فيلم 1998
- فلافل 2007
- سكر بنات، (دور: يوسف) 2007
- أبورياض مين قده 2008
- وهلأ لوين؟ (فيلم) 2011
- شي يوم رح فل 2015
- قضية رقم 23 2017
- تراب الماس 2018
- دولار 2019
- الهيبة الرد 2020
- المفاتيح المتكسرة 2020[12]
- دور العمر 2021
- أصحاب ولا أعز، (دور: زياد) 2022
- بطلوع الروح، (دور: نور) 2022
- نقطة انتهى 2024

## برامج تليفزيونية
- دور العمر
- S L CHI
- إنت الحكم
- كراكاس
- أحلى عالم
- القصة وما فيها
- شو بدو يصير
- لا عل بيل ولا عل خاطر
- بقعة ضوء
- لا يمل
- مغامرات أبو رياض
- خدنا بحلمك
- لا شغلة لا عملة
- ما في متلو
- هيدا حكي
- بيت الكل

## وصلات خارجية
- عادل كرم على موقع IMDb (الإنجليزية)
- عادل كرم على موقع قاعدة بيانات الأفلام العربية
- عادل كرم على موقع ألو سيني (الفرنسية)
- عادل كرم على موقع أول موفي (الإنجليزية)
- عادل كرم على موقع قاعدة بيانات الأفلام السويدية (السويدية)
- عادل كرم على موقع قاعدة بيانات الفيلم (الإنجليزية)
- عادل كرم على موقع كينوبويسك (الروسية)